# A Despedida da Eslava

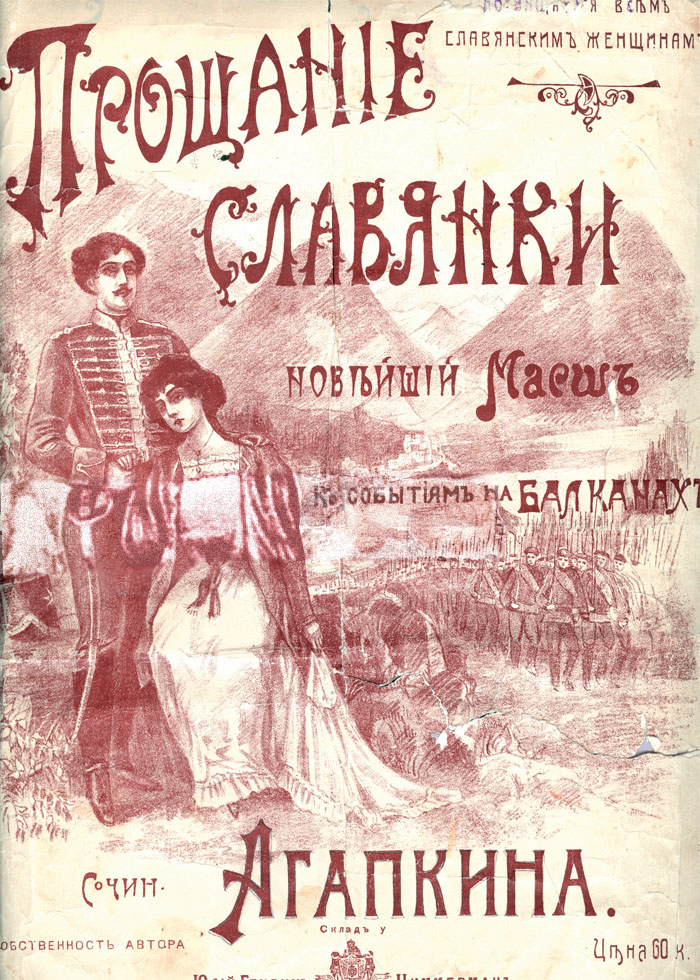
Capa da primeira edição da marcha, de 1912.

A Despedida da Eslava (em russo: Прощание славянки; romaniz.: Proshchanie Slavianki) é um hino patriótico russo. A marcha foi composta em 1912 pelo trompetista de estado-maior do 7º Regimento de Cavalaria da Reserva, alocado em Tambov, Vasily Agapkin, sob a impressão dos acontecimentos da Primeira Guerra Balcânica (1912–1913). Essencialmente, trata-se de uma marcha nacional que simboliza as despedidas para a guerra, o serviço militar ou uma longa viagem, em homenagem às mulheres eslavas que acompanhavam seus maridos na Guerra. Fora das fronteiras da Rússia, é um dos "símbolos musicais" mais conhecidos do Império Russo, da União Soviética e da Federação Russa.

## História da marcha
Segundo uma das versões, a primeira pessoa a quem Agapkin mostrou a partitura de sua obra foi o maestro de sua unidade, Milov, que apontou algumas imperfeições e sugeriu formas de corrigi-las. Logo depois, os primeiros cem exemplares da partitura foram impressos em uma tipografia de Moscou com recursos próprios do autor. Na capa dessa primeira edição, uma jovem mulher despede-se de um soldado, ao longe podem-se ver as montanhas dos Bálcãs e um destacamento de soldados. A inscrição dizia: "‘Despedida da Eslava’ — a mais recente marcha dedicada aos eventos nos Bálcãs. Dedicada a todas as mulheres eslavas. Composição de Agapkin." A nova marcha foi executada publicamente pela primeira vez no outono de 1912, em Tambov, durante a revista militar do 7º Regimento de Cavalaria da Reserva.
Há também uma versão não corroborada de que o renomado músico da época Yakov Isaakovitch Bogorad, que residia em Simferopol e acumulava o cargo de maestro da banda do 51º Regimento de Infantaria Lituano com atividades editoriais de partituras, teria participado da criação e do arranjo da marcha. No entanto, pesquisadores apontam que essa hipótese não se sustenta. Por exemplo, Mikhail Chertok afirma: "Ao pesquisar os trabalhos de Yakov Bogorad na Biblioteca do Estado Russo, na Casa Pashkov, em Moscou, não encontramos qualquer menção a Agapkin, embora Bogorad (...) registrasse meticulosamente todos os seus clientes." Além disso, nos catálogos de publicações da editora Yu. G. Zimmerman entre 1910 e 1914, Chertok não encontrou qualquer referência à edição da marcha "Despedida da Eslava". No livro de V. V. Sokolov, Despedida da Eslava, há uma fotografia da edição da marcha publicada pela editora V. Grosse, em Moscou, na rua Bolshaia Spasskaia, sob o número 1468. O número presente na página dessa edição corresponde ao número da chapa de impressão. Infelizmente, buscas nos catálogos da Biblioteca Estatal Russa por publicações de V. Grosse entre 1910 e 1914 também não tiveram sucesso. Chertok relata que, ao revisar a bibliografia da seção de partituras da Biblioteca do Estado Russo, na Casa Pashkov, encontrou a obra de I. Shatrov O outono chegou, também impressa pela editora V. Grosse, com o número 1483 — uma numeração relativamente próxima.
Mais interessante, contudo, é a questão da semelhança e da possível influência da marcha Saudade da Pátria, de autor desconhecido, que se tornou amplamente conhecida e foi gravada em diversas ocasiões nas primeiras décadas do século XX.
Ambas as marchas possuem a mesma estrutura formal — introdução de quatro compassos, tema principal, solo dos baixos e trio. Ambas estão em tonalidade menor: Saudade da Pátria foi originalmente composta em lá menor, enquanto Despedida da Eslava (com base na edição de V. Grosse citada no livro de V. V. Sokolov) foi escrita em dó menor. Posteriormente, ambas foram transpostas para outras tonalidades: Saudade da Pátria tornou-se conhecida em dó menor, e Despedida da Eslava, após a revisão de S. A. Chernetsky em 1945, continua sendo executada e publicada em mi bemol menor.
A mensagem subjacente das duas composições — saudade, despedida, perda de alguém próximo e querido, memória e pesar — as aproxima e as vincula. É possível que a marcha Saudade da Pátria tenha servido de inspiração para o jovem músico Vasily Agapkin. A crença generalizada de que todas ou a maioria das marchas russas pré-revolucionárias possuem harmonia menor é equivocada. 

## Letras e versões
A primeira letra da melodia apareceu em 1914, o autor é desconhecido:
| Russo original | Romanização | Tradução ao português |
| --- | --- | --- |
| Вспои́ли вы нас и вскорми́ли, Отчи́зны родны́е по́ля. И мы беззаве́тно люби́ли Тебя́, Свято́й Руси́ земля́. Но гро́зный час борьбы́ наста́л, Кова́рный враг на нас напа́л. И ка́ждому, кто Руси́ сын, На бой с враго́м лишь путь оди́н. Прию́ты нау́к опусте́ли, Все студе́нты гото́вы в похо́д. Так за Отчи́зну, к вели́кой це́ли Пусть ка́ждый с ве́рой идёт. | Vspoíli vy nas i vskormíli, Ottchízny rodnýe pólia. I my bezzavétno liubíli Tebiá, Sviatói Rusí zemliá. No grózny tchas borbý nastál, Kovárny vrag na nas napál. I kájdomu, kto Rusí cyn, Na boi s vragóm lish put odín. Priúty naúk opustéli, Vse studénty gotóvy v pokhól. Tak za Ottchíznu, k velíkoi tséli Pust kájdy s véroi idiót. | Vocês nos criaram e nos alimentaram, ó campos nativos da Pátria. E nós vos amamos com devoção, terra da Santa Rússia. Mas chegou a terrível hora da luta, um inimigo traiçoeiro nos atacou. E para todo filho da Rússia, há apenas um caminho: a batalha contra o inimigo. Os refúgios do saber esvaziaram-se, todos os estudantes estão prontos para marchar. Então, pela Pátria, rumo ao grande ideal, que cada um siga com fé. |

### Versão de 1967
Novas letras para a melodia desta marcha foram escritas na segunda metade do século XX. Em 1967, as notas da marcha foram publicadas na URSS com o texto de Arkady Fedotov:
| Russo original | Romanização | Tradução ao português |
| --- | --- | --- |
| Этот марш не смолкал на перронах когда враг заслонял горизонт. С ним отцов наших в дымных вагонах поезда увозили на фронт. Он Москву отстоял в сорок первом, в сорок пятом шагал на Берлин, Он c солдатом прошёл до Победы по дорогам нелёгких годин. И если в поход страна позовёт, За край наш родной мы все пойдём в священный бой! Шумят в полях хлеба. Шагает Отчизна моя к высотам счастья, сквозь все ненастья, дорогой мира и труда. | Étot marsh ne smolkál na perrónakh kogdá vrag zasloniál gorizónt. S nim ottsóv náshikh v dýmnykh vagónakh poezdá uvozíli na front. On Moskvú otstoiál v sórok pérvom, v sórok piátom shagál na Berlín, On s soldátom proshiól do pobédy po dorógam neliógkikh godín. I iésli v pokhód straná pozoviót, Za krai nash rodnói My vse poidióm v sviashchénny boi! Shumiát v poliákh khléba. Shagáet ottchízna moiá k vysótam stchástia, skvoz vse nenástia, dorogói míra i trudá. | Esta marcha não silenciava nas plataformas quando o inimigo encobria o horizonte. Com ela, nossos pais, em vagões enfumaçados, os trens levavam para o fronte de batalha. Ela defendeu Moscou em quarenta e um, em quarenta e cinco marchou sobre Berlim. Com o soldado, percorreu até a Vitória os caminhos dos anos difíceis. E se para a guerra a pátria chamar, por nossa terra natal todos marcharemos à guerra santa! Nos campos, o trigo murmura, minha Pátria avança às alturas da felicidade, através de todas as tempestades, pelo caminho da paz e do trabalho. |

### Versão de 1984
Outra versão da letra foi escrita por Vladimir Lazarev em 1984 e ganhou popularidade desde a dissolução da União Soviética em 1991 devido ao ritmo mais lento e ao fator de fragilidade humana.
| Russo original | Romanização | Tradução ao português |
| --- | --- | --- |
| Наступа́ет мину́та проща́ния, Ты гляди́шь мне трево́жно в глаза́, И ловлю́ я родно́е дыха́ние, А вдали́ уже́ ды́шит гроза́. Дро́гнул во́здух тума́нный и си́ний, И трево́га косну́лась виско́в, И зовёт нас на по́двиг Росси́я, Ве́ет ве́тром от ша́га полко́в. Проща́й, о́тчий край, Ты нас вспомина́й, Проща́й, ми́лый взгляд, Прости́-проща́й, прости́-проща́й. Проща́й, о́тчий край, Ты нас вспомина́й, Проща́й, ми́лый взгляд, Не все из нас приду́т наза́д. Летя́т, летя́т года́, Ухо́дят во мглу поезда́, А в них — солда́ты. И в не́бе тёмном, Гори́т солда́тская звезда́. | Nastupáet minúta proshchánia, Ty gliadísh mne trevójno v glazá, I lovliú ia rodnóe dykhánie, A vdalí ujé dýshit grozá. Drógnul vózdukh tumánny i síni, I trevóga kosnúlas viskóv, I zoviót nas na pódvig Rossía, Véet vétrom ot shága polkóv. Proshchái, óttchi krai, Ty nas vspominái, Proshchái, míly vzgliad, Prostí-proshchái, prostí-proshchái. Proshchái, óttchi krai, Ty nas vspominái, Proshchái, míly vzgliad, Ne vse iz nas pridút nazád. Letiát, letiát godá, Ukhódiat vo mglu póezda, A v nikh — soldáty. I v nébe tiómnom, Gorít soldátskaia zvezdá. | Chega o momento da despedida, teus olhos me olham com inquietação, e eu escuto a respiração querida, enquanto ao longe já ruge a tempestade. O ar trêmulo, azul e enevoado, a ansiedade toca minhas têmporas, e a Rússia nos chama à façanha, o vento sopra com o passo dos regimentos. Adeus, terra natal, lembra-te de nós, adeus, olhar amado, perdoa-nos, adeus, perdoa-nos. Adeus, terra natal, lembra-te de nós, adeus, olhar amado, nem todos voltarão para casa. Os anos voam, voam, os trens partem rumo à escuridão, e neles — soldados. E no céu sombrio, brilha a estrela do soldado. |

### Versão de 1997
Uma versão do Exército Branco da marcha, escrita por Andrei Mingalyov, foi criada após a dissolução da União Soviética.
| Russo original | Romanização | Tradução ao português |
| --- | --- | --- |
| I Встань за Веру, Русская Земля! Много песен мы в сердце сложили, Воспевая родные края Беззаветно тебя мы любили, Святорусская наша земля. Высоко ты главу поднимала – Словно солнце твой лик воссиял. Но ты жертвою подлости стала – Тех, кто предал тебя и продал! Припев: И снова в поход труба нас зовёт. Мы все встанем в строй И все пойдём в священный бой. II Встань за Веру, Русская земля! Ждут победы России святые. Отзовись, православная рать! Где Илья твой и где твой Добрыня? Сыновей кличет Родина-мать. Под хоругви мы встанем все смело Крёстным ходом с молитвой пойдём, За Российское правое дело Кровь мы русскую честно прольём. Припев III Встань за Веру, Русская Земля! Все мы – дети великой Державы, Все мы помним заветы отцов Ради Родины, Чести и Славы Не жалей ни себя, ни врагов. Встань, Россия, из рабского плена, Дух победы зовёт: в бой, пора! Подними боевые знамёна Ради Веры, Любви и Добра! Припев | I Vstan za Véru, Rússkaia Zemliá! Mnógo pésen my v sérdce slojíli, Vospeváia rodnýe kraiá Bezzavétno tebiá my liubíli, Svyiatorússkaia násha zemliá. Vysokó ty glavú podnimála – Slóvno sólnce tvoi lik vossiiál. No ty jértvoiu pódlosti stála – Tekh, kto prédal tebiá i prodál! Pripév: I snóva v pokhód trubá nas zoviót. My vse vstánem v stroi I vse poidióm v sviashchénny boi. II Vstan za Véru, Rússkaia Zemliá! Jdut pobédy Rossíi sviatýe. Otzovís, pravoslávnaia rat! Gde Iliá tvoi i gde tvoi Dobrýnia? Synovéi klítchet Ródina-mat. Pod khorúgvi my vstánem vse smélo Krióstnym khódom s molítvoi poidióm, Za Rossískoe právoe délo Krov my rússkuiu tchéstno prolióm. Pripév III Vstan za Véru, Rússkaia Zemliá! Vse my – déti velíkoi derzhávy, Vse my pómnim zavéty ottsóv Rádi Ródiny, Tchésti i Slávy Ne zhaléi ni sebiá, ni vragóv. Vstan, Rossía, iz rábskogo pléna, Dukh pobédy zoviót: v boi, porá! Podnimí boevýe znamióna Rádi Véry, Liubví i Dobrá! Pripév | I Levanta-te pela Fé, terra russa! Muitas canções guardamos no peito, Entoando louvores à pátria querida. Com devoção, nós te amamos, Ó nossa terra santa russa. Ergueste tua cabeça bem alto, Teu semblante brilhou como o sol. Mas tornaste-te vítima da perfídia Dos que te traíram e venderam! Refrão: E mais uma vez a trombeta nos chama à marcha, Todos nós nos alinharemos E seguiremos para a batalha sagrada! II Levanta-te pela Fé, terra russa! As vitórias santas esperam pela Rússia. Responde, hoste ortodoxa! Onde está o teu Ilia? Onde está teu Dobrynya? A Mãe-Pátria chama seus filhos. Com coragem nos uniremos sob os estandartes, Seguiremos em procissão com oração, E pelo justo destino da Rússia Verteremos nosso sangue russo com honra. Refrão III Levanta-te pela Fé, terra russa! Somos todos filhos do grande Império, Guardamos a herança de nossos pais. Pela Pátria, pela Honra e pela Glória, Não poupes a ti nem aos inimigos. Levanta-te, Rússia, do cativeiro servil, O espírito da vitória te chama: à luta, é hora! Ergue teus estandartes de guerra Pela Fé, pelo Amor e pelo Bem! Refrão |

## Outras versões

### Hino do oblast de Tampov
A melodia da "Despedida da Eslava" foi usada para o hino regional da região de Tambov , cuja letra foi escrita em 22 de maio de 2002 por A. Mitrofanov.
| Russo original | Romanização | Tradução ao português |
| -------------- | --- | --- |
|                | I Na prostórakh beskráynikh i sínikh, Gde beryózy lyubúyutsya Cnoy, V sámom sérdce velíkoy Rossíi Ty raskínulsya, kray nash rodnóy. Polykháli zlovéshche zarnícy, No v istóriyu gróznykh vekóv Ty vpisál svoyéy slávy stranícy, Chest, svobódu khranyá ot okóv. Pripév: Tambóvskiy nash kray, V vekákh procvetáy! Ty sláven lyudmí, Khraní, Gospód, tebyá, khraní! II I pust letyát góda, Ty s námi, nash kray, navsegdá. Zdes rodilís my, I s étim kráyem U nas na vsekh odná sudbá. Zdes rodilís my, I s étim kráyem U nas na vsekh odná sudbá. Pripév III S púlsom Ródiny shag svoy sveryáya, Kray lyubímyy nash smótrit vperyód, Slávu vérnykh synóv umnozháya, Tvyórdoy póstupiu k schástiu idyót. Pust zamétneye búdut uspékhi, Khoroshéyet lyubímyy nash kray, Na zemlé blagodátnoy vo véki Cvétom yáblon svoíkh rascvetáy. Pripév | I Nas vastidões sem fim e azuladas, Onde as bétulas admiram o calor, No próprio coração da grande Rússia, Tu te estendes, nossa terra natal. Brilharam sinistras centelhas, Mas na história dos séculos tempestuosos Escreveste páginas de glória, Guardando a honra e a liberdade das correntes. Refrão: Nosso Tambov, Prospera pelos séculos! És grandioso por teu povo, Que Deus te guarde, te proteja! II E que os anos voem, Tu estás conosco para sempre, nossa terra. Aqui nascemos, E com esta terra Temos todos um só destino. Aqui nascemos, E com esta terra Temos todos um só destino. Refrão III Ajustando seu passo ao pulso da Pátria, Nossa terra amada olha para o futuro, Multiplicando a glória de seus filhos fiéis, Marchando firme em direção à felicidade. Que teus êxitos se tornem ainda mais visíveis, Que nossa terra querida floresça, E que em tua terra abençoada para sempre Resplandeçam as cores de tuas macieiras. Refrão |

### Em hebraico
Uma versão hebraica chamada "Entre Fronteiras" foi escrita em 1945 pelo cantor e compositor Chaim Hefer para o Palmach. Esta foi usada pelas Forças de Defesa de Israel para chamar a Operação Escudo Defensivo em 2002.
| Hebraico original | Romanização | Tradução ao português |
| --- | --- | --- |
| בֵּין גְּבוּלוֹת, בֵּין הָרִים, לְלֹא דֶּרֶךְ, בְּלֵילוֹת חֲשׂוּכֵי כּוֹכָבִים – שַׁיָּרוֹת שֶׁל אַחִים, בְּלִי הֶרֶף, לַמּוֹלֶדֶת אָנוּ מְלַוִּים. לָעוֹלָל וְלָרַךְ – שְׁעָרִים פֹּה נִפְתַּח. לַמָּךְ וְלַזָּקֵן – אָנוּ פֹּה חוֹמַת מָגֵן! אִם הַשַּׁעַר סָגוּר, אֵין פּוֹתֵחַ – אֶת הַשַּׁעַר נִשְׁבֹּר וְנִתֹּץ. כָּל חוֹמָה בְּצוּרָה נְנַגֵּחַ, וְכָל סֶדֶק נַרְחִיב וְנִפְרֹץ. לָעוֹלָל וְלָרַךְ – שְׁעָרִים פֹּה נִפְתַּח. לַמָּךְ וְלַזָּקֵן – אָנוּ פֹּה חוֹמַת מָגֵן! שַׁיָּרָה, אַל בְּכִי וְאַל צַעַר. הִשָּׁעֵן עַל זְרוֹעִי, סָב זָקֵן גַּם לָזֶה שֶׁסָּגַר אֶת הַשַּׁעַר יוֹם יָבוֹא שֶׁל נָקָם וְשִׁלֵּם! לָעוֹלָל וְלָרַךְ – שְׁעָרִים פֹּה נִפְתַּח. לַמָּךְ וְלַזָּקֵן – אָנוּ פֹּה חוֹמַת מָגֵן! | Bein gevulot, bein harim, lelo derech, B'leilot chashuchei kochavim – Shayarot shel achim, bli heref, La-moledet anu melavim. La-olel ve-la-rach - She'arim po niftach. La-mach ve-la-zaken – Anu po chomat magen! Im ha-sha'ar sagur, ein pote'ach – Et ha-sha'ar nishbor ve-nitotz. Kol chomah betzurah nenage'ach, Ve-kol sedeq narchiv ve-nifrotz. La-olel ve-la-rach – She'arim po niftach. La-mach ve-la-zaken – Anu po chomat magen! Shayarah, al bechi ve-al tza'ar. Hisha'en al zero'i, sav zaken. Gam la-ze she-sagar et ha-sha'ar Yom yavo shel nakam ve-shilem! La-olel ve-la-rach – She'arim po niftach. La-mach ve-la-zaken – Anu po chomat magen! | Entre fronteiras, entre montanhas, sem caminho, Em noites sem estrelas – Caravanas de irmãos, sem descanso, Acompanhamos até a pátria. Para o bebê e para o pequeno – Aqui abriremos os portões. Para o fraco e para o velho – Aqui somos um muro de proteção! Se o portão está fechado e ninguém o abre – Quebraremos e destruiremos o portão. Contra toda muralha fortificada investiremos, E toda brecha alargaremos e romperemos. Para o bebê e para o pequeno – Aqui abriremos os portões. Para o fraco e para o velho – Aqui somos um muro de proteção! Caravana, não chore e não se entristeça. Apoie-se em meu braço, velho ancião. Mesmo para aquele que fechou o portão, Chegará o dia da vingança e da retribuição! Para o bebê e para o pequeno – Aqui abriremos os portões. Para o fraco e para o velho – Aqui somos um muro de proteção! |